# امیلیا کومارنیتسکا-کلینسترا
امیلیا کومارنیتسکا-کلینسترا (لهستانی: Emilia Komarnicka-Klynstra؛ زادهٔ ۲۴ ژوئن ۱۹۸۵) بازیگر اهل لهستان است.
از فیلم‌ها یا مجموعه‌های تلویزیونی که وی در آن‌ها نقش داشته‌است، می‌توان به مزرعه، دختران جنگ، قانون حقیقی، کمیسر آلکس، پدر متیو، در خوشی و سختی، کارآگاهان جنایی و ۸۰ میلیون اشاره نمود.